# Kiré
Kiré est une localité située dans le département de Oula de la province du Yatenga dans la région Nord au Burkina Faso.

## Géographie
Kiré se trouve à 9 km au sud-est de Oula, le chef-lieu du département, et à environ 23 km au sud-est du centre de Ouahigouya. Le village est à 4 km à l'est de Ziga et à 10 km à l'est de la route nationale 2 reliant le centre au nord du pays.

## Santé et éducation
Le centre de soins le plus proche de Kiré est le centre de santé et de promotion sociale (CSPS) de Ziga tandis que le centre hospitalier régional (CHR) se trouve à Ouahigouya.
Kiré possède une école primaire publique en dur de trois classes, jumelée avec celle d'Is-sur-Tille près de Dijon en Bourgogne, mais l'enseignement au collège doit se faire à Ziga puis au lycée provincial de Ouahigouya.